# Episodi de I fantasmi di casa Hathaway (seconda stagione)
La seconda ed ultima stagione della serie televisiva I fantasmi di casa Hathaway è stata trasmessa in prima visione assoluta negli Stati Uniti dal canale Nickelodeon dal 28 giugno 2014. 
| nº | codice di prod. | Titolo originale            | Titolo italiano                               | Prima TV USA      | Prima TV Italia |
| -- | --------------- | --------------------------- | --------------------------------------------- | ----------------- | --------------- |
| 1  | 202             | Haunted Newbie              | La nuova arrivata                             | 28 giugno 2014    | 27 ottobre 2014 |
| 2  | 201             | Haunted Revenge             | Vendetta fantasma                             | 28 giugno 2014    | 28 ottobre 2014 |
| 3  | 203             | Mostly Ghostly Girl         | Ricercata viva o fantasma                     | 16 agosto 2014    | 29 ottobre 2014 |
| 4  | 204             | Mostly Ghostly Girl         | Ricercata viva o fantasma                     | 16 agosto 2014    | 30 ottobre 2014 |
| 5  | 205             | Haunted Heartthrob          | Batticuore fantasma                           | 6 settembre 2014  | 31 ottobre 2014 |
| 6  | 206             | Haunted Besties             | Amiche con le pinne                           | 13 settembre 2014 | 3 novembre 2014 |
| 7  | 207             | Haunted Mind Games          | Giochi mentali                                | 20 settembre 2014 | 4 novembre 2014 |
| 8  | 208             | Haunted Telescope           | Il telescopio di Miles                        | 27 settembre 2014 | 5 novembre 2014 |
| 9  | 209             | Haunted Rapper              | Il rapper fantasma                            | 4 ottobre 2014    | 6 novembre 2014 |
| 10 | 211             | Haunted Thundermans, Part 2 | I fantasmi di casa Thunderman (seconda parte) | 11 ottobre 2014   | 31 ottobre 2015 |
| 11 | 210             | Haunted Secret              | I fantastici Preston                          | 1 novembre 2014   | 2 marzo 2015    |
| 12 | 213             | Haunted Whodunnit           | Giallo spettrale                              | 8 novembre 2014   | 4 marzo 2015    |
| 13 | 212             | Haunted Mascot              | Il furto della mascotte                       | 15 novembre 2014  | 3 marzo 2015    |
| 14 | 214             | Haunted Charm School        | A scuola di buone maniere                     | 22 novembre 2014  | 5 marzo 2015    |
| 15 | 217             | Haunted Temptation          | Fascino fantasma                              | 29 novembre 2014  | 9 marzo 2015    |
| 16 | 215             | Haunted Date                | L'appuntamento fantasma                       | 24 febbraio 2015  | 6 marzo 2015    |
| 17 | 216             | Haunted Toy Store           | Lo strano negozio di giocattoli               | 25 febbraio 2015  | 15 giugno 2015  |
| 18 | 219             | Haunted Mentor              | Louie, il mentore fantasma                    | 26 febbraio 2015  | 17 giugno 2015  |
| 19 | 218             | Haunted Ghost Tour          | Il tour fantasma                              | 2 marzo 2015      | 16 giugno 2015  |
| 20 | 220             | Haunted Surprise            | Festa con sorpresa                            | 3 marzo 2015      | 19 giugno 2015  |
| 21 | 221             | Haunted Swamp               | La palude oscura                              | 4 marzo 2015      | 18 giugno 2015  |
| 22 | 222             | Haunted Family              | I Prest... away                               | 5 marzo 2015      | 22 giugno 2015  |

## Episodio 1 - La nuova arrivata
Taylor, per vendicarsi dell'imbarazzo che Louie le ha causato, gli organizza uno scherzo: lo spaventa con dei pipistrelli finti nell'ascensore. Louie, furioso, giura vendetta. Nel frattempo, Miles chiede a Frankie di sostituirlo alla gara di spelling scolastica. Essendo invisibile, Miles non può partecipare fisicamente, ma suggerirebbe le parole telepaticamente a Frankie. Frankie, inizialmente riluttante, accetta quando scopre che il primo premio è di 500 dollari, somma sufficiente per acquistare la sedia a rotelle che desidera. Contemporaneamente, Taylor e la squadra di atletica accolgono Meadow, figlia di un militare trasferitasi a New Orleans, che vuole entrare in squadra. Meadow è molto ansiosa e la sua prova iniziale è un disastro. Taylor, notando il suo disagio, trascorre del tempo con lei al "Torte al Quadrato" e scopre che, nonostante l'ansia, Meadow è una ginnasta talentuosa. Grazie all’aiuto di Miles, Frankie sorprende tutti arrivando in finale alla gara di spelling. Ray, inizialmente annoiato da questo tipo di competizioni, si appassiona. L’avversario finale di Frankie e Miles è Jeremy, che spera di vincere il premio per permettere alla nonna di raggiungerlo. Durante la gara di atletica, Taylor, inaspettatamente, si lascia possedere temporaneamente da Louie, permettendogli di vendicarsi facendola apparire ridicola. Questa scenetta ha un effetto positivo su Meadow: vedendo Taylor così “a suo agio” nell’essere buffa, acquisisce sicurezza. Al suo turno, Meadow sorprende tutti con un'esecuzione impeccabile. Meadow e Taylor si abbracciano, sancendo la loro amicizia. Nella finale di spelling, Miles, mosso da compassione per Jeremy e sapendo che la nonna è già arrivata a sorpresa, si ritira, lasciando vincere Jeremy. Ray è orgoglioso di lui per questo gesto altruista. Jeremy, con i 500 dollari, compra la sedia a rotelle che Frankie desiderava e gliela regala.

## Episodio 2 - Vendetta fantasma

### Trama
Frankie, per fare uno scherzo a Penelope, le riempie l’armadietto di grilli. Penelope si vendica rovesciandole addosso del mangime per uccelli, umiliandola e provocando il beccaggio da parte di un volatile. Il preside, esasperato, le convoca. Michelle, furiosa, minaccia Frankie, ma Penelope si vanta di aver “vinto la sfida”. Frankie, testarda, pianifica una vendetta ancora più elaborata. Intanto, Michelle frequenta un corso di scrittura in rima, lasciando a Taylor la gestione del “Torte al Quadrato”, promettendole più libertà a patto che sia responsabile. Louie, impegnato con l’esame di fantasma di 2° livello, aiuta Frankie: essendo invisibile, lo scherzo non sarà ricollegabile a lei. Vogliono scambiare lo stufato esplosivo di Frankie con quello di Penelope, ma quando Frankie innesca il diversivo, nulla accade allo stufato di Penelope: con orrore, capisce che è il suo a stare per esplodere, rendendola ridicola. Louie, distratto dalla promozione e dal vestito d’esame, si è dimenticato dello scambio. Taylor, senza Michelle, invita le amiche in pasticceria per distrarsi. Miles, preoccupato, la avverte che è un gesto irresponsabile. Infatti, le amiche trasformano il locale in una festa eccessiva, causando danni. Miles insiste perché Taylor la interrompa, ma lei esita per paura di risultare impopolare. Miles le fa notare che la sua paura di essere antipatica è il vero problema. Finalmente, Taylor ferma la festa. I compagni si scusano sinceramente, ammettendo di aver abusato della sua ospitalità. Frankie è furiosa con Louie per averla abbandonata, sentendosi tradita. Louie, colmo di rimorso, rinuncia all’esame e al festival scolastico; per farsi perdonare, rovescia dello sciroppo su Frankie e la spinge “accidentalmente” contro un mulino decorativo. Penelope, vedendola imbrattata, ride. Il preside, fraintendendo la situazione, punisce Penelope. Frankie e Louie fanno pace. Michelle, pur apprezzando le scuse e la responsabilità di Taylor, punisce comunque Taylor per la festa e Frankie per aver coinvolto Louie. Ray è orgoglioso di Louie per aver scelto l’amicizia alla promozione.

## Episodi 3 e 4 - Ricercata viva o fantasma

### Trama
È il giorno del compleanno di Frankie. Michelle organizza la festa al Torte al Quadrato, mentre Taylor si prepara per il ballo, ignorando completamente la sorellina che, senza volerlo, le sporca l’abito con cui doveva andare all’evento, usando il regalo di Louie: il “cannone spara-muco”. Taylor e Frankie hanno un acceso litigio e, nel mezzo della rabbia, entrambe affermano di odiare il fatto di essere sorelle. Michelle punisce Frankie annullando la festa; intanto, Miles litiga con la sua ragazza Mirabelle, che lo ha accusato di essere un fifone perché si spaventa troppo facilmente. Louie è deluso dal fatto che non si festeggerà più il compleanno di Frankie e inizia a giocare con il joystick mettendoci così tanto impegno da sudare. Poi, quando Louie e Miles, per sbaglio, gettano il joystick nel portale verso il mondo fantasma, è lui ad attraversarlo. Louie resta esterrefatto: la materia fisica non dovrebbe poter passare attraverso il portale. Ma Miles gli spiega che quel joystick era impregnato del suo sudore ectoplasmatico, e che proprio l’ectoplasma consente a ogni oggetto di attraversare il portale. Louie decide allora di fare una sorpresa a Frankie: dopo averle versato addosso dell’ectoplasma, la fa attraversare il portale, portandola nel mondo fantasma. Inoltre, l’ectoplasma sul suo corpo si è seccato, conferendole gli stessi identici poteri dei fantasmi. Taylor va a comprare un nuovo abito da ballo con Miles, mentre Michelle cambia idea e riorganizza la festa di compleanno della figlia. Frankie si diverte nel mondo fantasma, ma attira l’attenzione del poliziotto Pelledoca; vedendo il braccio della bambina dissolversi (segno che l’ectoplasma sta svanendo su un umano), capisce che è umana e la porta alla stazione di polizia, poiché agli umani è vietato entrare nel mondo fantasma. Miles e Taylor tornano a casa, quando Louie, rientrato dal mondo fantasma, spiega loro che Frankie è prigioniera alla stazione di polizia del mondo dei fantasmi. Il corpo di Frankie comincia a dissolversi e lei non capisce perché. Pelledoca le rivela ciò che, quasi nello stesso momento, Miles sta spiegando a Taylor e Louie: quando l’ectoplasma usato per accedere al mondo fantasma si secca, inizia a dissolversi, e quando questo accade, chi lo ha usato (in questo caso Frankie) non potrà più attraversare il portale, restando intrappolata per sempre. Frankie supplica Pelledoca di lasciarla tornare, ma lui si rifiuta perché teme che, tornando nel mondo umano, possa rivelare a qualcuno come accedere al loro mondo. Taylor, dopo essersi cosparsa d’ectoplasma, attraversa il portale con Louie e Miles; quest’ultimo chiede a Mirabelle di raggiungerli. Lei rimane colpita nel vedere Taylor nel mondo fantasma, ma Taylor le spiega subito che devono salvare Frankie. Miles ha coinvolto Mirabelle solo per dimostrarle di non essere un codardo; insieme si dirigono alla stazione di polizia. Frankie è prigioniera in un campo di forza, ma Taylor, usando il metallo del suo cellulare proveniente dal mondo umano, crea un’interferenza e la libera. Le due sorelle si abbracciano e Frankie afferma che Taylor è la sorella migliore che possa desiderare. Miles decide di affrontare i poliziotti fantasma per dare tempo alle Hathaway di fuggire. Mirabelle capisce che il ragazzo vuole impressionarla e gli dice che non deve dimostrarle nulla, perché sa già che è molto coraggioso; ma Miles risponde che lo sta facendo solo per Frankie e Taylor, perché sono la sua famiglia. Taylor, Frankie e Mirabelle attraversano il portale tornando nel mondo umano, e vengono infine raggiunte anche da Miles e Louie. Taylor va al ballo con il suo accompagnatore, mentre Frankie festeggia il compleanno con Miles, Louie, Mirabelle, Ray, Michelle e tutti i suoi compagni di scuola alla pasticceria scelta; i Rixton si esibiscono alla festa, costretti da Michelle. Frankie ringrazia Louie per averle regalato il compleanno più bello di sempre.

## Episodio 5 - Batticuore fantasma

### Trama
Frankie è un vero tormento in casa con i suoi continui scherzi, tanto che la madre le impone di sospenderli per una settimana e di comportarsi bene. Durante la notte, un'entità che sembra un fantasma spaventa Michelle; Ray ipotizza si tratti di un fantasma "abusivo" che infesta illegalmente la casa. Intanto, Taylor si invaghisce di Scott Tomlinson, un giocatore di football del liceo, gentile e impegnato nel volontariato. Taylor gli prepara una torta e la lascia in quello che crede essere il suo armadietto. Vedendo poi una torta spiaccicata contro il suo armadietto, Taylor crede che a Scott non sia piaciuta e che lui l’abbia buttata via. Ray e i suoi figli riescono a catturare il "fantasma", scoprendo che è Miles, che agisce in quel modo nel sonno a causa del sonnambulismo. Ray spiega a Miles che, essendo troppo amichevole per spaventare consapevolmente, il suo bisogno di far paura si manifesta inconsciamente nel sonno; per smettere, deve imparare a spaventare in modo cosciente. Credendo che Scott abbia rifiutato la torta, Meadow, con l’aiuto di Frankie, decide di vendicarsi: prepara un pallone da football truccato per esplodere con la mostarda in faccia a Scott. Ma Taylor rivela a Meadow l’equivoco: aveva messo la torta nell’armadietto sbagliato, e la ragazza dell’altro studente l’aveva poi lanciata contro l’armadietto di Taylor. Per sventare lo scherzo, Meadow e Taylor si travestono e si intrufolano nello spogliatoio della squadra di football; Taylor riesce a salvare Scott dalla palla con la mostarda. Scott chiede a Taylor di uscire, e lei ringrazia Meadow, capendo che, anche se nato da un errore, il piano di vendetta le ha dato l’occasione di agire e trovare il coraggio con Scott. Nel frattempo, Ray fallisce nel tentativo di insegnare a Miles a spaventare. Michelle revoca la punizione di Frankie, capendo che l’unico modo per far spaventare Miles è farlo arrabbiare. Frankie capisce che vedere la famiglia litigare è l’unica cosa che fa davvero infuriare Miles. Così, Frankie, Louie, Michelle e Ray inscenano una lite furiosa. Miles, incapace di sopportare quel conflitto simulato, perde il controllo, si trasforma in un mostro e spaventa i clienti della pasticceria. Tutto si risolve per il meglio e Miles è grato a Frankie per l’aiuto.

## Episodio 6 - Amiche con le pinne

### Trama
Ray e Michelle, esasperati dalle continue marachelle di Louie e Frankie, decidono di imporre regole più severe. I bambini si ribellano; quando Michelle pretende rispetto per l’autorità genitoriale in casa, si trasferiscono nella casa sull’albero di Frankie. Intanto, Miles si lamenta con Taylor perché passano sempre meno tempo insieme da quando lei ha stretto amicizia con Meadow. Quando Meadow suggerisce a Taylor di tingersi i capelli e le consiglia un parrucchiere, Miles si trasforma in Meadow, incoraggiando Taylor a farlo da sola. I capelli di Taylor diventano un disastro e lei, infuriata, incolpa Meadow per il pessimo consiglio, ignara che Meadow non abbia mai detto nulla del genere. Le due litigano. Taylor guarda il film che aveva programmato con Miles, godendosi la sua compagnia, finché Miles, tormentato dal senso di colpa, non confessa di aver sabotato la loro amicizia. Louie e Frankie si godono l’indipendenza nella casa sull’albero, invitando Ray e Michelle a cena per dimostrare la loro autonomia. La cena è un disastro, mettendo in evidenza la loro incapacità di gestirsi. Ray e Michelle, intuendo che i figli sono già stanchi della casa sull’albero, ma volendo che siano loro a scegliere di tornare, li spronano a restarci a tempo indeterminato. Frankie e Louie, capendo di non potercela fare e sentendo la mancanza dei genitori, tornano a casa, comprendendo le difficoltà della vita indipendente. Taylor fatica a scusarsi con Meadow, non sapendo come giustificarsi. Miles si trasforma in Taylor e pronuncia le parole giuste per ottenere il perdono di Meadow, ristabilendo la loro amicizia. Miles si scusa con Taylor, capendo che per lei è importante avere anche altri amici oltre a lui. Taylor assicura a Miles che tiene ancora molto alla loro amicizia e promette di dedicargli più tempo.

## Episodio 7 - Giochi mentali

### Trama
Miles e Mirabelle si preparano per una gita al museo dei dinosauri. Intanto, Louie spaventa i clienti del Torte al Quadrato creando l’illusione di un enorme serpente. Per evitare che Ray lo punisca, impedendogli di partecipare al campeggio fantasma, Louie supplica Miles di prendersi la colpa. Miles accetta, e Ray, invece di arrabbiarsi, si compiace, credendo che finalmente Miles stia dimostrando passione per l’infestazione. Taylor entra nella camera di Frankie per prendere un caricabatterie, nonostante il divieto. Frankie giura vendetta. Taylor invita Scott a casa per studiare, ma, temendo le ritorsioni di Frankie, diventa paranoica e si comporta in modo ridicolo. In realtà, Frankie non aveva intenzione di farle nulla; la sua vendetta consisteva soltanto nel farle credere di essere in pericolo. Ray propone a Miles di infestare il museo dei dinosauri davanti ai suoi amici, per potersi vantare di lui. Mirabelle disapprova. Per non mettere in difficoltà Miles, Louie confessa a Ray la verità, e Ray mette in punizione entrambi i figli per aver mentito. Miles si demoralizza, pensando di non poter essere il fantasma spaventoso che suo padre desidera. Ray lo rassicura, dicendogli che questo non ha importanza, perché è orgoglioso di lui comunque, apprezzando il fatto che abbia mentito per proteggere Louie. Alla fine, Miles e Mirabelle si godono la giornata al museo.

## Episodio 8 - Il telescopio di Miles

### Trama
Ray regala a Louie i biglietti per lo spettacolo dei monster truck e a Miles un telescopio, così che lui e Mirabelle possano osservare il passaggio delle comete. Anche Louie vorrebbe usare il telescopio, ma Miles e Ray glielo vietano, temendo che lo danneggi, visto che tende a essere maldestro. Scott invita Taylor alla festa di compleanno della loro compagna di scuola Savannah, una ragazza presuntuosa e piena di sé. Tuttavia, la giovane Hathaway aveva già accettato di partecipare alla festa come aiutante di sua madre per il servizio catering. Per evitare una brutta figura, decide di lavorare alla festa all’insaputa di Scott, cercando allo stesso tempo di stare con lui. Louie, per dimostrare di essere responsabile, si prende cura del furetto fantasma della scuola portandolo a casa, ma non chiude bene la gabbia, e il furetto prende possesso di lui, spingendolo a distruggere il telescopio. Louie riesce a rinchiudere il furetto nella gabbia, poi, con l’aiuto di Frankie, fa in modo che Miles inciampi sullo skateboard e finisca contro il telescopio, così da fargli credere di essere stato lui a romperlo. Taylor e sua madre lavorano al catering della festa di Savannah, e Taylor riesce a passare del tempo con Scott senza che lui sospetti nulla, finché Savannah non rivela tutto agli invitati per umiliarla. Michelle, indignata per il comportamento della ragazza, le lancia la torta in faccia. Scott dice a Taylor che non c’era nulla di cui vergognarsi e che aiutare la propria madre è un gesto normale, poi la invita a mangiare una pizza con lui. Louie decide di rinunciare ai monster truck e, usando i suoi poteri, proietta il passaggio delle comete per Miles e Mirabelle, regalando loro una serata romantica. In seguito confessa di essere stato lui a rompere il telescopio, ma Ray gli dice che rinunciare ai monster truck per aiutare il fratello è stato un gesto maturo.

## Episodio 9 - Il rapper fantasma

### Trama
Frankie propone a Taylor un nuovo gioco chiamato “Follia del trucco pazzo”, in cui entrambe dovranno truccarsi in modo assurdo. Intanto, Louie si prepara per la sua esibizione di rap nel mondo fantasma. Sentendosi sempre escluso per non condividere gli stessi interessi del fratello e del padre, Miles decide di cimentarsi nel canto. Ray gli dice che ha talento, tanto da spingere Louie a proporgli di esibirsi insieme. Tuttavia, quando lo sente cantare, scopre che è stonato: Ray gli aveva mentito per non scoraggiarlo. Taylor perde la felpa che Scott le aveva regalato e accusa Frankie di avergliela rubata per ripicca, dato che non aveva voluto giocare con lei. Ma poi scopre di averla semplicemente lasciata nello zaino. Anche se Miles le consiglia di dire la verità alla madre, Taylor preferisce nascondere la felpa nella stanza della sorellina per evitare una brutta figura. Frankie, però, ha già capito il piano della sorella e rimette la felpa nello zaino di Taylor. Michelle, scoperta la bugia, punisce Taylor per aver cercato di incastrare Frankie, e assegna a quest’ultima i biglietti per la fiera, inizialmente destinati a Taylor e Scott. Alla fine, Frankie decide di dare i biglietti a Taylor e Scott. Inoltre, Taylor le propone di giocare insieme proprio alla “Follia del trucco pazzo”. Le due si abbracciano e Taylor ammette che Frankie è la migliore sorella che esista. Miles, dopo aver origliato una conversazione tra il padre e Louie sulle sue reali doti canore, decide di non esibirsi più con il fratello. Tuttavia, Louie si spaventa alla vista del pubblico, e Miles sale sul palco con lui per dargli coraggio. Louie riscuote successo, e Ray afferma che, anche se Miles non ha molto in comune con loro, resta comunque il collante che tiene unita la famiglia.

## Episodio 10 - I fantasmi di casa Thunderman (seconda parte)

### Trama
Il Green Ghoul, dopo aver preso possesso di Phoebe, riesce a sconfiggere facilmente Max e Miles. Intanto, Louie, combinando uno dei suoi soliti pasticci, intrappola Ray, Michelle, Hank e Barb nella gabbia che era destinata al Green Ghoul. Nel frattempo, gli altri bambini, usciti per fare dolcetto o scherzetto, cercano di rubare tutti i dolci e le caramelle accumulati da Billy, Nora e Frankie, ma Louie, trasformandosi in un UFO, riesce a spaventarli. Il Green Ghoul, ancora nel corpo di Phoebe, si reca a casa degli Hathaway e libera Hank dalla gabbia affinché lo affronti, ma lui non trova il coraggio di contrattaccare, temendo di far del male alla figlia. Arrivano allora Max, Taylor e Miles: quest’ultimo prende possesso del corpo di Phoebe, riuscendo a scacciare il Green Ghoul, mentre Taylor libera Michelle, Barb e Ray dalla gabbia. Alla fine, Ray riesce a bloccare il Green Ghoul, consentendo a Max e Phoebe di congelarlo con i loro poteri, e Hank lo rinchiude nella gabbia. Tutto si risolve per il meglio, e Hathaway, Preston e Thunderman, unendo le forze, riescono a sconfiggere il nemico. Miles è felice di aver combattuto al fianco del suo grande eroe Hank, ma dice a Ray che, comunque, sarà sempre lui il suo supereroe numero uno.
- Questo episodio è la seconda parte del crossover preceduto da I fantasmi di casa Thunderman (1ª parte) della serie I Thunderman.

## Episodio 11 - I fantastici Preston

### Trama
Taylor convoca la madre, la sorella e i Preston per una riunione, facendo notare che le Hathaway si trovano spesso in situazioni compromettenti a causa delle stranezze dei Preston, che finiscono per coinvolgerle. Per evitare ulteriori problemi, organizza un calendario in cui ognuno segnerà i propri impegni, che tutti dovranno rispettare. Louie e Ray prenotano sul calendario la casa per il raduno degli scout fantasma, ma Taylor, nonostante l'impegno già preso, viola le regole permettendo a Meadow di passare la notte da lei, poiché altrimenti dovrebbe andare a dormire dai nonni. Miles e Mirabelle sono costretti a lasciarsi, dato che lei si trasferirà molto lontano in un istituto privato. Intanto Michelle, per punire Frankie che ha rasato le sopracciglia a lei e alla sorella, la obbliga a partecipare a una recita che detesta. Quando però Frankie si accorge che il singhiozzo di Miles, causato dalla tensione per la partenza di Mirabelle, rischia di distruggere tutto, decide di sabotare la recita. Madame Lebeuf, durante una breve visita al Torte a Quadrato, dimentica lì il suo bastone voodoo. Intanto, Louie si sente a disagio perché, a differenza del padre e degli altri scout, non ha mai guadagnato una medaglia. Taylor chiede ai Preston di annullare il raduno, ma ormai è troppo tardi; Ray le propone allora di intrattenere Meadow nella pasticceria mentre l'incontro si terrà al piano superiore. Louie tenta di spaventare Meadow prendendo possesso di Michelle, ma Taylor se ne accorge e, cercando di fermarlo, colpisce involontariamente Meadow con il bastone voodoo di Madame Lebeuf, che le conferisce il potere di vedere i fantasmi. Frankie, rievocando in Miles il ricordo di Mirabelle, spera che il suo singhiozzo distrugga il palcoscenico della recita, ma invece, continuando a parlare di Mirabelle, Miles trova la forza per superare la sua partenza. Il piano di Frankie fallisce e lei è costretta a partecipare alla recita. Meadow, ora che riesce a vedere i fantasmi, resta scioccata dai poteri di Ray, e Taylor cerca di convincerla che è solo frutto della sua immaginazione. Meadow si offende, credendo che Taylor voglia farla passare per pazza, ma Ray e Louie le fanno credere di essere artisti circensi che hanno affittato la casa delle Hathaway per allenarsi in privato a un numero di illusionismo, aggiungendo che Taylor è una persona di cui fidarsi. Meadow e Taylor fanno pace, mentre Louie, dopo aver aiutato Taylor, ottiene finalmente la sua prima medaglia per aver aiutato un umano.

## Episodio 12 - Giallo spettrale

### Trama
Frankie decide di suonare uno strumento musicale: una tastiera che riproduce suoni, e che lei chiama "Kevin". Tuttavia, tutti la detestano, poiché Frankie usa Kevin per prendere in giro le persone. Una sera, Frankie trova Kevin distrutto, e Louie decide di scoprire chi è il colpevole, anche se l’indagine si preannuncia difficile, dato che in casa tutti odiavano Kevin. Il piccolo fantasma trova alcuni indizi accanto alla tastiera rotta: un biscotto, una piuma e un'impronta di fango. Louie scopre che l’impronta corrisponde a una delle scarpe di Taylor, e lei confessa di aver distrutto Kevin. Ma secondo Louie, la confessione è troppo sbrigativa e non spiega perché la scarpa fosse sporca di fango. Più tardi, Louie capisce che Taylor è innocente, ma si è addossata la colpa per coprire qualcosa di peggio: era uscita a vedere un concerto con Scott, nonostante il divieto della madre a causa di un brutto voto. Michelle la mette in punizione per una settimana, avendo intuito cosa fosse accaduto. Taylor allora si rende conto che è stata proprio sua madre a distruggere Kevin, il che spiegherebbe perché avesse già capito che lei fosse innocente. Inoltre, il biscotto, preparato da Michelle e di cui è ghiotta, la colloca sulla "scena del crimine". Michelle ammette di aver avuto l’impulso irrazionale di distruggere Kevin, senza sapere nemmeno lei il perché. A quel punto, Louie capisce che è stato Ray a distruggere Kevin, prendendo possesso del corpo di Michelle senza che lei se ne accorgesse: la piuma trovata era infatti l’ornamento del cappello di Ray. Quest’ultimo confessa la verità e si scusa con Frankie, che però non è davvero arrabbiata, e gli chiede di insegnarle a suonare uno strumento vero..

## Episodio 13 - Il furto della mascotte

### Trama
A Taylor è stato affidato il compito di custodire la mascotte della squadra nella sua casa, evitando che venga rubata dalla squadra di football rivale. Meadow le dà una mano e, ora che (inconsapevolmente) ha acquisito la capacità di vedere i fantasmi, conosce Miles, credendo ancora che i Preston siano dei circensi. Miles è felice di fare amicizia con Meadow, ma Taylor cerca di dissuaderlo: anche se sarebbe bello unire la sua migliore amica umana e il suo migliore amico fantasma, c'è sempre il rischio che Meadow scopra il segreto dei fantasmi. Durante la conversazione, Taylor non si accorge che i giocatori della squadra rivale hanno rubato la mascotte dalla pasticceria. Intanto Michelle, desiderosa di attirare più clienti, decide di girare uno spot da pubblicare online e chiede a Louie, che ha guadagnato una certa fama come video blogger, di dirigerlo. Anche Ray e Frankie vengono coinvolti, ma Louie li sminuisce costantemente e, facendo leva sulla vanità di Michelle, la convince a escluderli, ingaggiando un’altra bambina per sostituire Frankie nello spot. Dopo il furto, la squadra avversaria invia un messaggio provocatorio a casa Hathaway. Miles nota che il messaggio è scritto su una ricevuta di tintoria, e Taylor, ricordando che i genitori di Brian Davis (membro della squadra) gestiscono una tintoria, ipotizza che la mascotte sia nascosta lì. Nel frattempo, Ray e Frankie, stufi del modo in cui sono stati trattati da Michelle e Louie, decidono di vendicarsi: durante le riprese, Ray prende possesso del corpo di Michelle facendole affondare la faccia in una torta, poi spaventa la bambina scelta per sostituire Frankie. Ray fa capire al figlio di essere stato meschino e sgarbato; Louie confessa di essersi montato la testa perché si è sentito lusingato dal fatto che Michelle si fosse affidata a lui, dato che nessun altro lo fa mai, e questo lo fa sentire inutile. Ray gli spiega che non è vero, perché per tutti loro Louie è indispensabile. Padre e figlio si abbracciano. Taylor, Miles e Meadow si recano alla tintoria e trovano la mascotte. Brian cerca di fermarli, ma Miles crea un diversivo che permette a Taylor e Meadow di fuggire con la mascotte. I tre si divertono molto insieme, e ormai Meadow e Miles sono diventati grandi amici. Per rispettare il desiderio di Taylor, Miles decide di non frequentare più Meadow, ma Taylor cambia idea e incoraggia la loro amicizia, riconoscendo che i tre formano una bella squadra. Il video di Michelle, posseduta da Ray, mentre affonda la faccia nella torta, viene pubblicato e Ray, Frankie, Miles, Louie e Taylor non riescono a trattenere le risate. Anche Michelle, inizialmente contraria, cambia idea quando scopre che ha già ottenuto sedicimila visualizzazioni.

## Episodio 14 - A scuola di buone maniere

### Trama
Michelle non ne può più di Frankie e dei suoi modi da piccola selvaggia, soprattutto dopo aver visto il comportamento impeccabile delle figlie delle clienti che erano venute al Torte al quadrato per passare la giornata con le loro bambine. Una di queste madri consiglia a Michelle una scuola di buone maniere per bambine, gestita da Lady Beauchamp. Nel frattempo, mentre Scott è impegnato con il volontariato, Taylor si prende cura del suo cuginetto di due anni, Mikey, con l'aiuto di Miles, ma il bambino scompare improvvisamente, iniziando a girare da solo per casa, e così Taylor e Miles si mettono a cercarlo. Anche se Frankie non vuole, Michelle la obbliga a frequentare la scuola di Lady Beauchamp. Quest’ultima riesce ad anticipare e neutralizzare ogni scherzo della piccola Hathaway, arrivando persino a farle un vero e proprio lavaggio del cervello. Frankie diventa una bambina educata e gentile, ma Louie e Michelle non sono soddisfatti perché non sembra più la vera Frankie. Pentita di aver cambiato la figlia, Michelle chiede a Louie di farla tornare com'era prima. Louie organizza quindi uno scherzo contro Lady Beauchamp, che Frankie trova esilarante al punto da tornare in sé; subito dopo, aziona il sistema antincendio della scuola di buone maniere, facendo perdere il controllo a Lady Beauchamp in un impeto di rabbia. Scott torna a prendere Mikey e, per fortuna, Miles lo ha ritrovato e rimesso nel passeggino. Scott ringrazia Taylor, che finalmente diventa ufficialmente la sua ragazza.

## Episodio 15 - Fascino fantasma

### Trama
Frankie chiede a sua madre dei soldi per costruire una teleferica che colleghi la sua camera da letto alla casa sull'albero, e Michelle decide di accontentarla, a patto che lei e Louie tolgano in tempo dal forno i bignè che ha cucinato seguendo una ricetta di Ray, da vendere alla festa di benvenuto per il nuovo proprietario del negozio di porcellane del quartiere, con l'obiettivo di farsi pubblicità. Purtroppo, però, non li tirano fuori all'orario giusto e i bignè si carbonizzano, quindi Frankie e Louie ne cucinano altri usando un particolare olio di palude. Intanto Taylor organizza un picnic per lei e Scott, ma lui le dà buca per via degli allenamenti di football, e lei ci rimane male, dato che da tempo lui la trascura per lo sport. Taylor conosce un fantasma, Antonio, amico di Miles e studente di musica di Ray, che suona la chitarra, e sebbene inizialmente si sentano entrambi un po’ a disagio, essendo lui un fantasma e lei un’umana, l’attrazione reciproca tra i due diventa evidente. Scott chiede a Taylor di assistere a una sua partita, ma finiscono per litigare quando lui definisce le gare di atletica di lei meno importanti delle sue partite. Taylor riceve la visita di Antonio e i due cantano insieme, dimostrando un grande affiatamento; lui la invita nel mondo fantasma per esibirsi con lui a un concerto. I bignè preparati da Frankie e Louie riscuotono successo, ma quando leggono l’etichetta dell’olio usato scoprono che provoca gonfiore: infatti a Frankie, che ne aveva mangiati, si gonfia temporaneamente il sedere, e anche a Michelle, che li aveva portati in dono al proprietario del negozio di porcellane, causando la distruzione dell’intero negozio e obbligandola a risarcirlo. Scott si scusa con Taylor per il suo comportamento, e ora lei si trova divisa tra andare alla partita di Scott o al concerto di Antonio. Miles le consiglia di valutare pro e contro: lei e Scott hanno già una relazione, mentre con Antonio, essendo un fantasma, non ci sarebbe un vero futuro. Taylor decide inizialmente di andare nel mondo fantasma per il concerto, ma proprio mentre sta per versarsi addosso l’ectoplasma necessario, capisce di voler bene a Scott e che lui è un bravo ragazzo; mentre Antonio rappresentava più una fantasia, con Scott vive una storia reale, così cambia idea e va alla partita, facendo pace con il suo ragazzo.

## Episodio 16 - L'appuntamento fantasma

### Trama
Taylor incoraggia Meadow a invitare il ragazzo che le piace, Brett, a venire con lei al karaoke, ma quando ci prova va nel panico. Così Taylor le propone di fare pratica con Miles, visto che con lui si sente più a suo agio. Tuttavia, quando Meadow scopre che Miles è un ragazzo socievole e dolce, si prende una cotta per lui e finisce per invitarlo al karaoke. Michelle vuole mostrare alla famiglia tutta la storia degli Hathaway in una rappresentazione da lei organizzata, ma Frankie non vuole partecipare, quindi costringe Louie a trasformarsi in lei e prendere il suo posto, mentre Ray si trasforma in Louie. Intanto, l’insegnante di quest’ultimo, il professor Dobson, si trasforma in Ray, al quale Ray aveva promesso che avrebbe potuto esibirsi con la sua band. La situazione prende una piega bizzarra, soprattutto quando Dobson, con le sembianze di Ray, si infatua di Michelle e prova a conquistarla. Ma tutto crolla quando arriva la vera Frankie, e Michelle capisce cosa sta succedendo. Taylor, che fatica ad accettare l’idea che Meadow si sia presa una cotta per Miles, senza sapere che è un fantasma, li raggiunge al karaoke e spiega a Miles la situazione. In effetti, il giovane fantasma non aveva capito che Meadow provasse qualcosa per lui. Miles chiarisce a Meadow che la considera solo un’amica e che non ha ancora dimenticato Mirabelle. Tuttavia, grazie a questa esperienza, Meadow ha acquisito maggiore fiducia in sé e finalmente riesce a farsi avanti con Brett, che Taylor aveva invitato al karaoke.

## Episodio 17 - Lo strano negozio di giocattoli

### Trama
Louie e Frankie chiedono a Michelle 5 000 $ per comprare un trampolino, ma lei naturalmente rifiuta, lasciando però intendere che esistono altri modi per ottenere denaro. Mostra ai due ragazzi un programma televisivo in cui il proprietario di un negozio di giocattoli acquista oggetti apparentemente insignificanti ma in realtà molto preziosi. Guardando il programma, vedono l’uomo comprare per 8 000 $ un raro esemplare dell’orsacchiotto Tammy l’infermiera, con coda di castoro e confezione originale. Così Louie e Frankie chiedono a Taylor se anche il suo Tammy aveva la coda di castoro, e la ragazza conferma, aggiungendo di averne conservato anche la confezione. Ray mette in guardia Michelle, Taylor, Frankie e Louie: Miles ha invitato a casa una sua compagna della scuola dei fantasmi, Tara, per lavorare a una ricerca di storia, e sembra esserne attratto. Tuttavia, Ray li avverte che resteranno sconvolti nel vederla. Infatti, quando Miles presenta Tara, tutti notano che è identica a Taylor, mentre né Miles né Tara sembrano farci caso. Ray chiede a tutti di non farglielo notare, per non interferire con i sentimenti di Miles, che per la prima volta prova interesse per una ragazza dopo la partenza di Mirabelle. Poiché Tammy l’infermiera era stata venduta a Penelope, Louie convince Frankie a coinvolgerla: Penelope ha il peluche, loro la confezione, e insieme possono rivenderlo per ottenere i soldi. Frankie, Penelope e Louie vanno al negozio di giocattoli, ma Tammy scompare. Credendo che il proprietario l’abbia rubata, decidono di restare nascosti nel negozio dopo la chiusura. Lì scoprono che è stato un bambino fantasma a prendere il peluche: il piccolo infesta il negozio e spaventa Frankie e Penelope, che si rifugiano nel magazzino. Penelope, che soffre gli spazi chiusi, viene confortata da Frankie che organizza per lei un tè con i peluche. Louie affronta il fantasma e lo sconfigge, mentre le bambine scappano su un’automobile giocattolo, e Louie prende possesso del peluche per fuggire con loro. Ray e Michelle trovano inquietante che Miles sia attratto da una ragazza identica a Taylor. Quest’ultima cerca di conoscere meglio Tara e scopre che è vanitosa e bugiarda: aveva capito che Miles provava interesse per lei e lo aveva sfruttato per ottenere un buon voto nel compito. Tara lascia Miles con un semplice biglietto, ma Taylor, indignata dal gesto, si finge Tara indossando i suoi abiti, mentre Ray usa la magia fantasma per rendere tutto più credibile. Nei panni di Tara, Taylor cerca di farsi lasciare da Miles dicendogli che a differenza di lui ama infestare. Ma Miles riconosce la magia del padre e capisce che quella davanti a lui è Taylor, chiedendole spiegazioni. Taylor gli rivela che Tara si era solo approfittata di lui, e Miles, con maturità, ammette che ciò che gli piaceva davvero era l’idea stessa di provare qualcosa per un’altra ragazza dopo Mirabelle, e apprezza che Taylor abbia cercato di proteggerlo. Aggiunge che ora trova inquietante non essersi accorto subito della somiglianza tra Tara e Taylor. Frankie e Penelope tornano al Torte al quadrato e decidono di non vendere più Tammy l’infermiera, ma di restituirlo a Taylor, ancora molto affezionata al peluche. Le due bambine si sono divertite molto, lasciando intendere che potrebbero diventare amiche.

## Episodio 18 - Louie, il mentore fantasma

### Trama
Taylor è felice perché Scott ha deciso di invitare lei e Michelle a casa sua per farle conoscere la sua famiglia, un passo importante nella loro relazione. Tuttavia, Taylor è preoccupata perché Michelle tende sempre a rendersi ridicola, così chiede a Miles di accompagnarli per tenere d’occhio sua madre. Intanto, Louie si prepara ad accogliere a casa sua una compagna di scuola, la fantasmina Delaney, a cui farà da mentore, anche se Frankie trova strano che Louie dia lezioni di magia fantasma, visto che non è molto esperto. Michelle ha un alterco al supermercato con una donna a cui rifiuta di cedere il posto alla cassa e finisce per coprirle la testa con una busta della spesa. Louie prova a insegnare qualche trucco a Delaney, ma lei, involontariamente, infastidisce Frankie con le sue magie, mentre Louie, come al solito, combina disastri con le sue. Frankie capisce che qualcosa non torna: è evidente che Louie non è adatto a fare il mentore e sospetta che non sia un caso se le magie di Delaney colpiscono sempre lei. Quando si confronta con Delaney, Frankie scopre che la ragazza ha in realtà un’ottima padronanza dei suoi poteri: Delaney la minaccia con la magia, intimandole di non ostacolare il suo rapporto con Louie. Taylor, Michelle e Miles arrivano a casa di Scott, dove Michelle scopre che la donna con cui ha litigato al supermercato è Linda, la madre di Scott. Miles tenta di mascherare Michelle con una parrucca per evitare che venga riconosciuta, ma il trucco non funziona e le due donne iniziano a litigare. A quel punto, Miles prende possesso del corpo del nonno di Scott e, parlando attraverso di lui, rimette le due donne al loro posto, facendo notare che stanno mettendo i loro figli in difficoltà, proprio ora che stanno vivendo una relazione. Grazie all’intervento di Miles, le due madri si calmano e si scusano a vicenda. Nel frattempo, Frankie cerca di mettere in guardia Louie su Delaney, ma il ragazzo si offende, sentendosi sottovalutato, come se fosse impossibile che qualcuno lo consideri un buon mentore. Con uno stratagemma, Frankie riesce a far sì che Delaney mostri i suoi veri poteri davanti a Louie. A quel punto, Delaney ammette di essere un fantasma di sesto livello e di aver finto goffaggine solo per farsi dare lezioni da Louie, per il quale ha una cotta. Dopo aver usato i suoi poteri contro Frankie, cerca di costringere Louie a diventare il suo ragazzo, ma lui la respinge, non provando alcun interesse per lei. Louie confessa a Frankie che ciò che lo entusiasmava nell’essere mentore era il fatto che qualcuno avesse avuto considerazione di lui, mentre lei lo tratta sempre da incapace. Frankie, però, gli spiega che, nonostante tutti i guai che combina, ha sempre avuto stima di lui.

## Episodio 19 - Il tour fantasma

### Trama
Michelle chiede a Ray di infestare il Torte al Quadrato così da farlo inserire nel tour dei fantasmi di New Orleans, a beneficio degli affari. Taylor non è d'accordo, dato che la presenza dei Preston doveva rimanere un segreto, ma Ray e Michelle le spiegano che non c'è nulla di cui preoccuparsi perché tutti penseranno si tratti di effetti speciali; inoltre, il tour è rivolto solo ai turisti, quindi non attireranno troppa attenzione. Louie propone a Michelle di contribuire all'infestazione, ma lei, data la sua inesperienza, preferisce affidarsi solo a Ray. Taylor e le sue amiche parteciperanno alla sfilata dei carri allegorici della città, ma Michelle le impone di occuparsi anche di Frankie, e anche Miles vuole contribuire alla realizzazione del carro. Taylor, stufa dei suggerimenti non richiesti di Miles e Frankie, finge di apprezzare il loro lavoro, affidando loro la decorazione della parte frontale del carro, che in realtà sarà solo quella posteriore, destinata a essere coperta da un velo. Loomis, l’organizzatore del tour dei fantasmi, si reca al Torte al Quadrato per verificarne il potenziale, e nonostante Ray avesse proibito a Louie di usare le magie, il ragazzo disubbidisce e si rende ridicolo. Fortunatamente, Ray riesce a impressionare Loomis con la sua infestazione, e questi decide di includere la pasticceria nel tour. Louie si arrabbia con suo padre, accusandolo di essere la causa della sua inesperienza, poiché non gli permette mai di fare pratica. Ray decide allora di bloccargli i poteri usando le muffole anti-magia, almeno per la durata del tour, ma Louie fa in modo che finiscano nelle mani di Ray, bloccando così i suoi poteri. Il carro di Taylor si prepara per la sfilata, ma Miles e Frankie, scoperto l’inganno, umiliano lei e le sue amiche mettendo nella parte posteriore dei manichini a loro immagine che simulano flatulenze. Ray, impossibilitato ad aiutare Michelle con l’arrivo di Loomis e dei turisti, deve recarsi nel mondo fantasma per farsi togliere le muffole; così Michelle, senza alternative, chiede aiuto a Louie. Lui però si rifiuta, sentendosi tradito da Michelle, che pur sapendo dei suoi pasticci era sempre stata l’unica a non giudicarlo, almeno fino a quel momento. Michelle si scusa per averlo fatto sentire inadeguato, così Louie decide di aiutarla e prova a infestare la pasticceria, ma senza successo. Michelle prende le sue difese quando Loomis lo deride, affermando che, pur non essendo ancora esperto, il suo più grande pregio è la determinazione. Louie dà una lezione a Loomis prendendo possesso del suo corpo e facendolo rendere ridicolo davanti a tutti, umiliandolo. Poi ringrazia Michelle per averlo difeso, prendendo possesso di un cuscino per permetterle di abbracciarlo, perché lei vuole bene a Louie come una madre ama un figlio. Taylor è furiosa con Miles e Frankie per la figuraccia, ma li perdona subito dopo aver saputo che il suo carro ha vinto il primo premio per l’originalità.

## Episodio 20 - Festa con sorpresa

### Trama
Taylor informa Miles che lei e i suoi compagni di scuola stanno organizzando una festa a sorpresa per il compleanno di Meadow in pizzeria e lo prega di non dirle nulla. Taylor si occupa dei preparativi a casa sua, ma Meadow va a trovarla inaspettatamente. Taylor non si aspettava la visita di Meadow, dato che avrebbe dovuto essere a lezione di francese, che però è stata sospesa. Miles cerca di impedire a Meadow di andare da Taylor per non farsi scoprire, ma Meadow riesce a passare attraverso Miles e scopre che è un fantasma, scappando subito via. Miles cerca di spiegare la situazione a Taylor, ma quando lei riceve un messaggio da Meadow che le dice di aver scoperto il loro segreto, Taylor fraintende e pensa che Meadow abbia scoperto solo della festa a sorpresa in pizzeria.  Nel frattempo, Louie e Frankie si divertono a giocare con lo slittino per le scale di casa, ma Frankie si fa male al braccio. Non volendo che Michelle lo sappia e la porti all'ospedale, Frankie confessa a Louie di temere i dottori. Frankie nasconde il braccio sotto la maglia mentre Louie crea un braccio finto con un'ectoillusione che controlla personalmente. Poiché Ray da tempo le dà lezioni di pianoforte, Michelle chiede a Frankie di esibirsi per mostrarle i suoi progressi. Tuttavia, a causa della scarsa padronanza di Louie sul braccio finto, Frankie fa una brutta figura. Ray e Michelle capiscono subito che non è il vero braccio di Frankie, e con uno stratagemma riescono a farle confessare l'inganno. Frankie ammette di essersi fatta male al braccio e di non volerlo dire a sua madre per evitare di andare dal medico, di cui ha paura. Vergognandosi, Michelle le fa capire che non c'è nulla di cui vergognarsi, perché tutti hanno delle paure, e la convince a farsi visitare dal dottore, spiegandole che il bello della paura è affrontarla. Nel frattempo, Meadow è nella sua stanza, ancora spaventata dopo aver scoperto che Miles è un fantasma. Ma quando Miles la va a trovare, le dice che, nonostante la sua opinione su di lui, non è cambiata. Meadow decide di non darle troppa importanza, ammettendo che si diverte molto con lui. Miles e Meadow si recano alla pasticceria dove Taylor ha organizzato la festa di compleanno di Meadow, scoprendo che ora Meadow conosce il segreto di Miles. Meadow capisce le ragioni di Taylor per mantenere il segreto e non è arrabbiata con lei, anche perché non può dimenticare che Taylor è stata la sua prima amica da quando si è trasferita. Taylor ringrazia Miles, perché, dicendo la verità a Meadow, le ha tolto un peso. Alla fine, i tre amici, più uniti che mai, si godono la festa di compleanno di Meadow

## Episodio 21 - La palude oscura

### Trama
È tempo di esami alla scuola di fantasmi, dove i giovani spettri devono superare un test per essere promossi al livello successivo. Louie è convinto che finalmente otterrà la promozione al 2º livello, ma il suo esame va male. Se già il fatto che resti un fantasma di 1º livello lo delude, la notizia che Miles, invece, ha superato l'esame passando dal 5º al 6º livello lo fa sentire ancora peggio. Nel frattempo, Taylor chiede a sua madre di assumere Scott alla pasticceria. Taylor è alla ricerca di un lavoro, ma non volendo trascorrere troppo tempo lontano dal suo ragazzo, si sentirebbe più a suo agio se lavorassero insieme. Michelle acconsente, benché Taylor avesse già assunto Scott. Ray non riesce a nascondere l'orgoglio per la promozione di Miles, anche se quest'ultimo non sembra dare troppo peso a questi traguardi. Per celebrare il successo di Miles, Ray organizza una festa, ma Louie, ormai incapace di reprimere l'astio verso il fratello, lo aggredisce verbalmente davanti agli altri invitati. Louie gli rinfaccia di essere un pasticcione, nonostante l’impegno che ci mette per diventare un fantasma spaventoso, mentre Miles, pur non interessandosi minimamente a spaventare, possiede poteri straordinari. Taylor e Frankie non riescono a lavorare bene con Scott, che, troppo disponibile con i clienti, trascura i suoi compiti. Frankie gli affida i lavori più difficili e noiosi, causando anche danni, sperando che Scott si stufi e decida di licenziarsi, ma Scott sembra non essere mai troppo stanco o sopraffatto. Nel frattempo, Louie scappa di casa e lascia un biglietto per Miles e Ray. Il ragazzino fugge nel mondo fantasma e si ritrova nella palude oscura, dove incontra un uccello parlante. Poco dopo, Miles riesce a trovarlo. Miles cerca di convincerlo a tornare a casa, ma Louie lo spinge in una pozzanghera. Successivamente, Louie prende possesso di un albero, tirando fuori suo fratello da lì. I due fanno pace, e l'uccello parlante si rivela essere la preside della scuola, che, vedendo la perfetta possessione di Louie, lo promuove al 2º livello. Scott chiede a Michelle di licenziarlo, avendo capito che lavorare per soldi non lo appaga come il volontariato. Taylor capisce che, pur essendo affiatata con Scott come coppia, non devono per forza essere perfetti anche come colleghi di lavoro. Alla fine dell'episodio, Ray, Miles, Michelle, Taylor e Frankie organizzano una festa per Louie e la sua promozione.

## Episodio 22 - I Prest... away

### Trama
Le Hathaway e i Preston sono più uniti che mai, ma proprio quando sembrava che nulla potesse distruggere il loro equilibrio, il concilio dei fantasmi, che monitora tutte le famiglie di spettri, convoca i Preston nel mondo fantasma per un'udienza. Il concilio li accusa di violare le regole degli spettri, poiché convivono con esseri umani invece di terrorizzarli e scacciarli dalla casa. Gli impongono di cacciare le Hathaway o, in caso contrario, la casa verrà assegnata a un'altra famiglia di fantasmi. Louie e Miles non vogliono mandare via le Hathaway, ma Ray fa notare che se non lo faranno, un'altra famiglia di spettri le caccerà comunque, e che le Hathaway si limiteranno a trasferirsi in un'altra casa, senza che i Preston possano mai più vederle. Taylor si prepara per andare al ballo della scuola con Scott, e proprio quando i Preston si apprestano a spaventare le Hathaway, cambiano idea, rendendosi conto di non avere il coraggio di farlo, visto che quella è anche la loro casa. Il concilio dei fantasmi, indignato, li porta in tribunale, bandendoli non solo dalla casa, ma anche dal mondo umano. I Preston non rivedranno mai più le Hathaway e saranno trasferiti in un quartiere fatiscente, dove vivono i fantasmi ripudiati dalla comunità. Taylor torna a casa dopo aver passato una serata divertente al ballo, ma nota l'assenza di Miles. Anche Michelle e Frankie non vedono Ray e Louie da un po'. Le Hathaway sono all'oscuro di ciò che è accaduto ai loro amici, finché non sentono una conversazione tra un agente immobiliare fantasma e una famiglia di spettri, in cui si spiega cosa è successo ai Preston. Michelle, Taylor e Frankie non possono lasciare i Preston al loro destino, quindi decidono di aiutarli. Attraversano il portale nel mondo fantasma con l'ectoplasma che Miles conservava, probabilmente in caso di emergenza, accanto al suo guardaroba. Nel frattempo, i Preston sono demoralizzati nel loro nuovo appartamento. Ray si rimprovera, sentendo che era suo dovere dare ai suoi figli una giusta stabilità, cacciando le Hathaway. Ma Louie e Miles ribadiscono che il motivo per cui le hanno fatte restare in quella casa è che era quello che volevano tutti, e che non rinuncerebbero mai al tempo trascorso con loro. In quel momento, sentono bussare alla porta e scoprono, con grande felicità, che si tratta di Taylor, Frankie e Michelle. Per la prima volta, i Preston e le Hathaway si abbracciano, dato che nel mondo fantasma gli spettri sono tangibili. Le Hathaway provano ad aiutare i Preston a tornare a casa, ma i fantasmi spiegano che il concilio ha tolto loro il potere di attraversare il portale. Inoltre, informano Michelle che lei e le sue figlie rischiano di rimanere per sempre nel mondo fantasma quando l'ectoplasma con cui sono arrivate svanirà. Proprio allora arriva la polizia, allertata dal concilio, che ancora teneva sotto sorveglianza i Preston. Li portano di nuovo davanti al tribunale, insieme alle Hathaway. Il concilio è furioso, poiché le umane sono arrivate nel mondo fantasma a causa dei Preston. Tuttavia, le Hathaway spiegano che ormai loro e i Preston sono diventati una famiglia e raccontano quanto i Preston abbiano fatto per loro. Ray e Miles cercano di convincere le Hathaway a tornare nel mondo umano prima che l'ectoplasma svanisca, ma loro non vogliono, poiché senza i Preston quella non è più la loro casa. Decidono di non andarsene, nemmeno a costo di rimanere nel mondo fantasma per sempre, perché nulla potrà separarli. I giudici del concilio si commuovono nel vedere quanto le Hathaway siano disposte a rischiare per i Preston. Fanno un'eccezione alla regola e permettono ai fantasmi di convivere con le umane, consentendo loro di tornare nella loro casa nel mondo umano. I Preston e le Hathaway, dopo un ultimo abbraccio di gruppo, tornano a casa. Ray, Miles e Louie spaventano e cacciano via la famiglia di fantasmi che voleva occupare la loro casa.